# Grupo Goldberg
El Grupo Goldberg es un subgrupo de la cordillera Hohe Tauern dentro de los Alpes del este central. Se encuentra en Austria, en los estados de Salzburgo y Carintia. Su pico más alto es el Hocharn, 3.254 metros (AA) Otras cumbres bien conocidas son el Hoher Sonnblick, con su observatorio a 3.106 metros sobre el nivel del mar (AA), y el Schareck de 3.123 metros sobre el nivel del mar (AA).

## Nombre
El nombre del grupo está relacionado con los yacimientos ricos en minerales del área y la minería histórica asociada. El oro se extrajo en el valle de Rauris, así como en el valle de Gastein (en el Macizo de Radhausberg), y ayudó a esos dos valles, y también a los arzobispos de Salzburgo como señores feudales, en la Alta Edad Media a lograr una enorme riqueza. 
En el siglo XIX las minas finalmente se cerraron debido a la falta de rentabilidad. Incluso hoy en día, el oro puede ser extraído con bateas en los Rauris. Picos como el Goldbergspitze (3,073   m) y Goldzechkopf (3.042   m) recuerdan tiempos pasados cuando el oro era extraído en el Alto Tauern. Además de la plata  se extrajeron otros metales preciosos, al igual que las piedras preciosas (aguamarina, granate y otras).

## Geografía
El Grupo Goldberg se encuentra en la mitad oriental de la cordillera Hohe Tauern. En el oeste del grupo se encuentra el Großglockner High Alpine Road, por el este corre el ferrocarril Tauern. 
Los límites del Grupo Goldberg, basados en la clasificación del Club Alpino de los Alpes del Este, donde se muestran como grupo no. 42, son los siguientes:
- Hacia el norte: el río Salzach desde Taxenbach hasta su confluencia con el arroyo Gasteiner Ache.
- Al este: Gasteiner Ache (Valle de Gastein) hasta las cabeceras de Nassfeld - Gasteiner Tauern (Niederer Tauern) (Paso de la Cadena principal alpina) - Arroyo de Mallnitz hasta su confluencia con el río Möll
- Hacia el sur: el valle del Möll (que corre de este a sureste hasta Winklern)
- Hacia el oeste: desde el curso superior del Möll hasta Heiligenblut, a lo largo de Großglockner High Alpine Road hasta el puerto de Hochtor, desde el valle de Seidlwinkl hasta Rauris y Taxenbach.

De acuerdo con la Clasificación de la Cordillera para el Directorio de Cuevas de Austria (Gebirgsgruppengliederung für das österreichische Höhlenverzeichnis) de acuerdo con Hubert Trimmel, en el que el grupo recibe el número. 2580, el límite no está formado por el Mallnitzer Tauern sobre Nassfeld, sino por el puerto de Hoher Tauern y el Valle de Anlauf. 

### Cadenas vecinas
Junto con el Grupo Ankogel, el Grupo Glockner, el Grupo Schober, el Grupo Kreuzeck, el Grupo Granatspitz, el Grupo Venediger, las Montañas Villgraten y el Grupo Rieserferner, el Grupo Goldberg se encuentra entre los principales grupos de montaña del Alto Tauern. 
El Grupo Goldberg está limitado por las siguientes cadenas en los Alpes: 

### Subdivisión
De acuerdo con la Clasificación de la cadena montañosa para el Directorio de Cuevas de Austria, el grupo se subdivide de la siguiente manera: 
- Grupo Sadnig en el ángulo del río Möll.
- Grupo Sonnblick – Böseck entre los valles de Hüttwinkl y Möll
- Grupo Gamskarlspitze entre los valles de Gastein y Mallnitz.
- Grupo Edelweißspitze entre los valles de Fusch y Rauris hasta el Salzach.
- Grupo Hocharn entre el valle Hüttwinkl, el valle Seidlwinkel y Hochtor (carretera Grossglockner)
- Grupo Bernkogel – Türchlwand entre los valles de Rauris y Gastein hasta el Salzach

El Grupo Edelweißspitze (Macizo Radhausberg) forma parte del Grupo Ankogel según la clasificación del Club Alpino. 

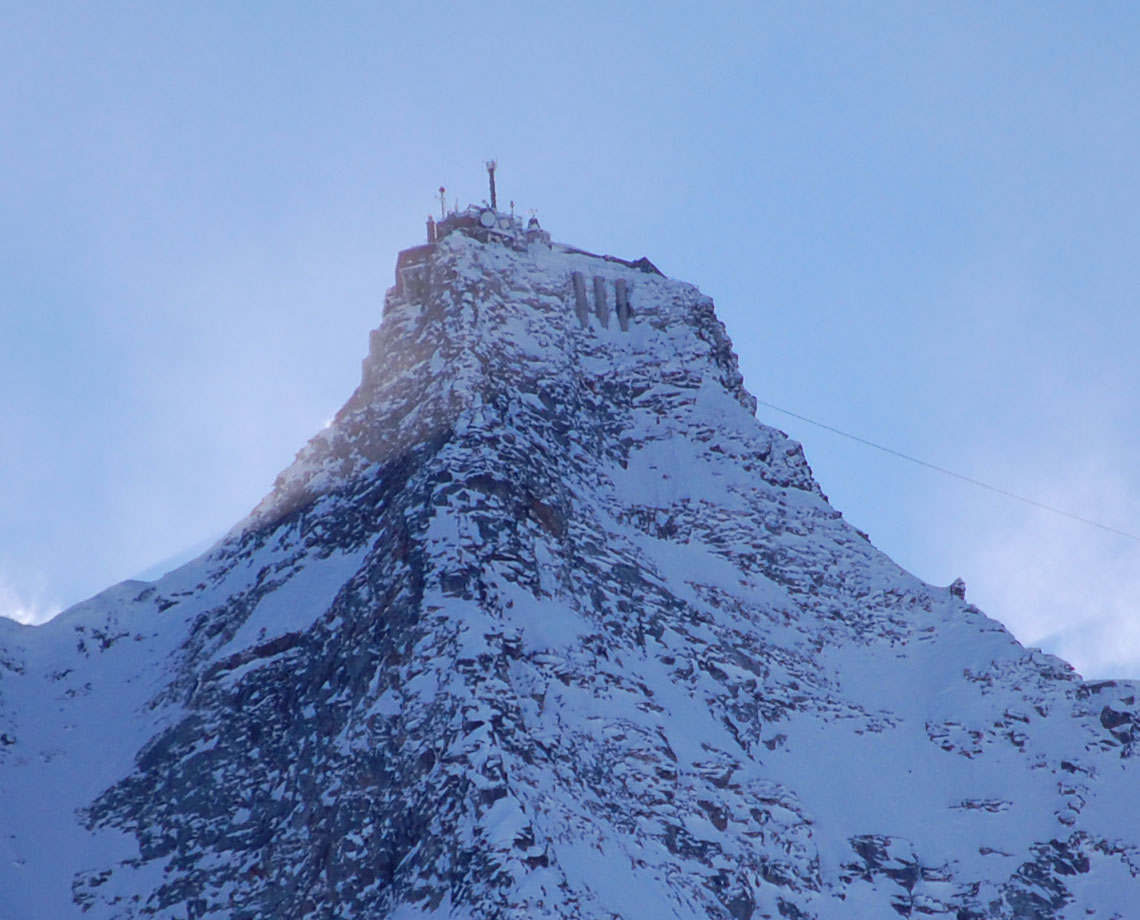
El Hoher Sonnblick con el observatorio ZAMG

## Cumbres
Todos los tres mil en el Grupo Goldberg:
| - Hocharn 3254 m - Schareck 3123 m - Grieswies-Schwarzkogel 3116 m - Hoher Sonnblick 3106 m - Baumbachspitze 3105 m | - Krumlkeeskopf 3101 m - Roter Mann 3097 m - Sandkopf 3090 m - Arlthöhe 3084 m - Goldbergspitze 3073 m | - Schneehorn 3062 m - Goldzechkopf 3042 m - Schlapperebenspitzen max. 3021 m - Weinflaschenkopf 3008 m - Ritterkopf 3006 m - Noespitze 3005 m |

## Literatura
- Liselotte Buchenauer, Peter Holl: Alpine Club Guide Ankogel- und Goldberggruppe. Bergverlag Rudolf Rother, Munich, 1986. ISBN 3-7633-1247-1
- Ingeborg Auer, Reinhard Böhm, Martin Leymüller, Wolfgang Schöner: Das Klima des Sonnblicks - Klimaatlas und Klimatographie der GAW-Station Sonnblick einschließlich der umgebenden Gebirgsregion, ZAMG Vienna, 2002, ISSN 1016-6254.[3]
- Artur Hottinger (1935), Geologie der Gebirge zwischen der Sonnblick-Hocharn-Gruppe und dem Salzachtal in den östlichen Hohen Tauern (en alemán), doi:10.3929/ethz-a-000096516.
- Franz Stelzer: Grundzüge der Landformen der Goldberggruppe. En: Geographischer Jahresbericht aus Österreich 29, pp.   75–94.